# 馬霍帕克 (紐約州)
馬霍帕克（英語：Mahopac）是位於美國紐約州帕特南縣的普查規定居民點。

## 人口
根據2020年美國人口普查的數據，馬霍帕克的面積為18.96平方千米，當中陸地面積為15.87平方千米，而水域面積為3.09平方千米。當地共有人口8932人，而人口密度為每平方千米471.1人。